# 巴比 (印第安納州)
巴比（英語：Barbee）是位於美國印地安納州科西阿斯科縣的一個非建制地區。該地的面積和人口皆未知。